# Coquille (tribu)
 (novembre 2012).
Si vous disposez d'ouvrages ou d'articles de référence ou si vous connaissez des sites web de qualité traitant du thème abordé ici, merci de compléter l'article en donnant les références utiles à sa vérifiabilité et en les liant à la section « Notes et références ».
Pour les articles homonymes, voir Coquille.
Le peuple coquille forme une nation d'Amérindiens, vivant dans l'État de l'Oregon, aux États-Unis. Les Coquilles furent reconnus comme Amérindiens aux États-Unis par le Bureau des affaires indiennes en 1954. 
Le peuple coquille se nommait lui-même « Mishikhwutmetunne ». Leur langue est rattachée aux langues athapascanes, parlées par les Amérindiens dans le nord-ouest de l'Amérique du Nord.

## Patronymie
Les premiers Européens à les approcher furent les trappeurs canadiens-français au début du XIXe siècle. Ils traquaient le castor pour rapporter la peau pour le compte de la Compagnie du Nord-Ouest dont le siège était à Montréal au Québec. Les trappeurs leur donnèrent le nom de "coquille" en raison de leur alimentation (pêche et coquillages) et de leurs parures traditionnelles communes aux peuples amérindiens de la côte Pacifique.

## Tribus
La nation coquille est constituée de plusieurs tribus. 
- Mishikwutinetunne, (Tribu principale, Upper Coquille)
- Kwatami,
- Shasta Costa,
- Dakubetede
- Rogue. Les Rogues sont eux-mêmes constitués des tribus suivantes : 
  - Tututni,
  - Yukichetunne,
  - Mikonotunne,
  - Chemetunne,
  - Chetleshin,
  - Kwaishtunnetunne,
  - Taltushtuntede

## Traité de paix
En 1855, Joel Palmer, surintendant des affaires indiennes de l'État de l'Oregon, négocia un traité avec le peuple coquille qui obligea ces derniers à devoir s'installer dans une réserve indienne le long de la côte de l'océan Pacifique dès l'année suivante. Le traité ne fut jamais reconnu par le Congrès américain.

## Droits reconnus
En 1954, le peuple Coquille est reconnu par le bureau des affaires indiennes comme peuple amérindien natif. 
En 1989, le peuple Coquille obtient le droit d'une souveraineté tribale. Ils peuvent former leur propre gouvernement, appliquer leur juridiction, etc.
En 1996, ils rejoignent la Confédération des tribus de Siletz qui regroupe l'ensemble des tribus amérindiennes de l'Oregon. La réserve indienne du peuple Coquille est limitée à 26 km². 
En l'an 2000, le Bureau du recensement des États-Unis porte à 27 km² la superficie de la réserve indienne du peuple Coquille.